# هالووین (فرنچایز)
هالووین (به انگلیسی: Halloween) یک فرنچایز فیلم اسلشر آمریکایی است که متشکل از سیزده فیلم و همچنین رمان، کتاب‌های کمیک یک بازی ویدیویی و کالاهای دیگر است.
تمرکز فیلم در درجهٔ اول روی شخصیت فیلم مایکل مایرز است که در کودکی برای قتل خواهرش جودیت مایرز به یک آسایشگاه انتقال یافته‌است. او پانزده سال بعد فرار می‌کند و به کشتن مردم شهر داستانی هادونفیلد در ایلینوی می‌پردازد. فیلم اول هالووین در ۱۹۷۸ با نویسندگی جان کارپنتر و دبرا هیل و به کارگردانی کارپنتر منتشر شد. این فیلم از فیلم‌های مانند روانی اثر آلفرد هیچکاک و کریسمس سیاه اثر باب کلارک الهام گرفته بود. خود فیلم به عنوان یک فیلم برجسته الهام‌بخش فیلم‌های اسلشر فروانی شد.

## طرح داستان

اینوگرافیکی که تداوم بین فیلم‌های هالووین را می‌دهد.

فیلم اصلی هالووین (۱۹۷۸)، به نویسندگی و کارگردانی مشترک جان کارپنتر، داستان مایکل مایرز را روایت می‌کند که در شب هالووین نگهداران کودک نوجوان را می‌کشد. فیلم با مایکل شش ساله (ویل سندین) شروع می‌شود که خواهر بزرگترش جودیت (ساندی جانسون) را در شب هالووین ۱۹۶۳ در شهر خیالی هادونفیلد، ایلینویز می‌کشد. او متعاقباً در بیمارستان وارن کانتی «اسمیتز گروو» بستری می‌شود. پانزده سال بعد، مایکل (نیک کسل) از اسمیتز گروو می‌گریزد و در حالی که توسط روانپزشکش، دکتر سام لومیس (دونالد پلزنس) تحت تعقیب قرار می‌گیرد، به زادگاهش بازمی‌گردد. مایکل سپس دانش‌آموزان دبیرستانی از جمله لوری استرود (جیمی لی کرتیس) و دوستانش را در حالی که از کودکان نگهداری می‌کنند، مخفیانه تعقیب می‌کند. مایکل با قتل دوستان لوری، سرانجام به خود لوری حمله می‌کند، اما او موفق می‌شود به اندازه کافی او را دفع کند تا توسط لومیس نجات داده شود. لومیس به مایکل در یک بالکن شلیک می‌کند، اما وقتی برای بررسی جسد او می‌رود، متوجه می‌شود که او گم شده‌است.
هالووین ۲ (۱۹۸۱) از جایی شروع می‌شود که وقایع هالووین متوقف شد. مایکل (دیک وارلاک) لوری را به بیمارستان محلی تعقیب می‌کند و همه کسانی که بین آنها قرار می‌گیرند را می‌کشد. داستان نشان می‌دهد که لوری در واقع خواهر مایکل است: او در کودکی به فرزندخواندگی داده شده بود. سپس مایکل در سراسر بیمارستان به تعقیب لوری می‌پردازد که به سختی از او در پارکینگ فرار می‌کند. مایکل، لومیس و لوری را به یک اتاق عمل می‌کشاند، جایی که لومیس هنگام فرار لوری باعث ایجاد یک انفجار می‌شود. مایکل که در شعله‌های آتش فرورفته است، پیش از اینکه در نهایت بمیرد، از اتاق خارج می‌شود.
هالووین ۳: فصل جادوگر تلاشی برای هدایت فرنچایز هالووین به یک مجموعه آنتولوژی بود. این فیلم از تداوم دو ورودی قبلی پیروی نمی‌کند و آنها را به عنوان «فیلم‌های تخیلی» در روایت خود معرفی می‌کند. این قسمت داستانِ دکتر دن چالیس (تام اتکینز) را دنبال می‌کند که سعی دارد قتل مرموز یک بیمار را در بیمارستانش حل کند. او به همراه دختر بیمار اِلی (استیسی نلکین) به شهر کوچک سانتا میرا در کالیفرنیا سفر می‌کند. این زوج متوجه می‌شوند که شرکتی که توسط کونال کوکران (دان اوهرلیهی) اداره می‌شود، در تلاش است تا از قدرت عرفانی صخره‌های استون‌هنج برای احیای جادوگری باستانی جشن سلتیک، سوون استفاده کند. کوکران از ماسک‌های هالووین نقره‌ای خود برای رسیدن به هدفش استفاده می‌کند، هدفی که تمام کودکانی را که ماسک‌های او را به تن دارند، در حالی که در حال تماشای یک تبلیغ ویژه در حال پخش در شب هالووین هستند، می‌کشند. پس از نابودی کوکران و نوچه‌هایش، چلیس ناامیدانه سعی می‌کند مدیران ایستگاه‌های تلویزیونی را متقاعد کند که این تبلیغات را پخش نکنند. فیلم با فریاد چلیس برای ایستگاه آخر برای متوقف‌کردن تبلیغات به پایان می‌رسد.
هالووین ۴: بازگشت مایکل مایرز همان‌طور که از عنوان آن پیداست، بازگشت مایکل مایرز (جرج پی ویلبر) به مجموعه‌فیلم را نشان می‌دهد. فاش شده‌است که مایکل ده سال از زمان انفجار در هالووین دوم در حالت کما بوده‌است. در حالی که مایکل به اسمیتز گروو بازگردانده می‌شود، با شنیدن اینکه لوری استرود که در یک تصادف رانندگی درگذشته‌است، یک دختر به نام جیمی لوید (دانیل هریس) دارد، بیدار می‌شود. مایکل فرار می‌کند و در جستجوی خواهرزاده‌اش به هادونفیلد می‌رود، در حالی که دکتر لومیس پس از اطلاع از فرار مایکل از انتقال، یک بار دیگر او را تعقیب می‌کند. در نهایت، پلیس مایکل را پیدا می‌کند و پیش از سقوط در یک مین، چندین بار به او شلیک می‌کند. هالووین ۵: انتقام مایکل مایرز مستقیماً از جایی که فیلم قبلی به پایان می‌رسد ادامه می‌یاد و مایکل (دان شنکس) را نشان می‌دهد که از شلیک گلوله جان سالم به در برده‌است و داخل معدن است. یک سال بعد، و با نشان دادن نشانه‌هایی از ارتباط روانی با جیمی، مایکل او را در یک مرکز کلینیک بهداشت روانی کودکان پیدا می‌کند. لومیس با استفاده از جیمی به عنوان طعمه، موفق می‌شود مایکل را دستگیر کند. فیلم با دستگیری مایکل توسط پلیس به پایان می‌رسد، اما توسط یک غریبه مرموز، که لباس سیاه پوشیده‌است از زندان آزاد می‌شود.
هالووین ۶: نفرین مایکل مایرز داستان را شش سال پس از وقایع انتقام مایکل مایزر آغاز می‌کند. غریبهٔ مرموزی که مایکل را از زندان بیرون کرده بود، همچنین جیمی لوید (جی.سی. براندی) را می‌رباید. جیمی که توسط مرد سیاهپوش اسیر شده‌است، پسری به دنیا می‌آورد که با او فرار می‌کند، در حالی که مایکل (جرج پی ویلبر) آنها را تعقیب می‌کند. مایکل جیمی را می‌کشد و به جستجوی نوزادش ادامه می‌دهد. نوزاد توسط تامی دویل (پل راد) یافت می‌شود - پسر جوانی که در فیلم اول توسط لوری استرود پرستاری می‌شد - که آن را برای امنیت به خانه می‌آورد. فاش می‌شود که مایکل توسط «نفرین تورن» هدایت می‌شود، که شخص را مجبور می‌کند تمام خانواده خود را بکشد تا تمام بشریت را نجات دهد. معلوم می‌شود که غریبهٔ مرموز، همکار دکتر لومیس، دکتر وین (میچل رایان) است که بخشی از گروهی از افرادی است که از فرد انتخاب شده محافظت می‌کنند تا بتوانند وظیفه خود را به پایان برسانند. تامی با کمک کارا استرود (ماریان هاگن)، پسر عموی لاوری، نوزاد را از مایکل که وین و پیروانش را می‌کشد، نگهداری می‌دارد. مایکل در نهایت تحت تسلط تامی قرار می‌گیرد، که پیش از فرار، مقادیر زیادی آرامبخش را در داخل آسایشگاه اسمیتز گروو به او تزریق می‌کند.
هالووین اچ۲۰: ۲۰ سال بعد حوادثی را که پس از فیلم دوم رخ می‌دهد نادیده می‌گیرد و بیست سال پس از اتفاقات دو فیلم اول باز می‌شود و مشخص می‌کند که مایکل مایرز (کریس دوراند) از زمان انفجار در سال ۱۹۷۸ مفقود شده‌است. لوری استرود (کرتیس) مرگ خود را جعل کرده‌است تا بتواند از برادرش پنهان شود. لوری اکنون به عنوان مدیر یک مدرسه خصوصی به نام کری تیت کار می‌کند و در ترس از بازگشت مایکل به زندگی خود ادامه می‌دهد. پسرش، جان (جاش هارتنت)، به مدرسه می‌رود که در آنجا تدریس می‌کند. ترس لوری زمانی به واقعیت تبدیل می‌شود که مایکل در مدرسه ظاهر می‌شود و شروع به کشتن دوستان جان می‌کند. لوری موفق می‌شود جان و دوست دخترش (میشل ویلیامز) را به امنیت برساند، اما تصمیم می‌گیرد یک بار برای همیشه با مایکل روبرو شود. لوری با تبر سر مایکل را از تن جدا می‌کند و سرانجام او را می‌کشد.
هالووین: رستاخیز سه سال پس از وقایع اچ۲۰ آغاز می‌شود و فاش می‌کند که مایکل لباس‌هایش را با یک امدادگر عوض کرده بود—که به حنجره او صدمه زده بود تا نتواند حرف بزند—و در واقع این همان شخصی بود که لوری کشته بود. لوری به یک مؤسسه روانی متعهد است، جایی که مایکل (براد لوری) ظاهر می‌شود. او لوری را می‌کشد و به خانه خانوادگی‌اش در هادونفیلد بازمی‌گردد، اما گروهی از دانشجویان را در حال فیلم‌برداری از یک نمایش واقعی اینترنتی می‌بیند. مایکل به کشتن همه ادامه می‌دهد تا اینکه توسط تنها دانش آموز بازمانده، سارا مویر (بیانکا کایلیک)، و سازنده سریال فردی هریس (باستا رایمز) توسط برق کشته می‌شود. جسد مایکل و اجساد قربانیانش سپس به سردخانه منتقل می‌شوند. وقتی پزشک شروع به بازرسی بدن مایکل می‌کند، او ناگهان از خواب بیدار می‌شود.
بازسازی فیلم اصلی هالووین (۲۰۰۷) بر وقایعی تمرکز دارد که مایکل مایرز (دیگ فرچ) را به کشتن خانواده‌اش می‌کشاند. همچنین لوری را به عنوان خواهر مایکل در اوایل شناسایی می‌کند، کاری که در فیلم اصلی ۱۹۷۸ انجام نشده بود. مایکل در روز هالووین، یک قلدر مدرسه، خواهر بزرگتر و دوست‌پسرش و همچنین دوست‌پسر مادرش را به قتل می‌رساند. مایکل که به آسایشگاه گروو اسمیتز فرستاده می‌شود، خود را از همه دور می‌کند. مادر مایکل دبورا (شری مون زامبی) از سر گناه خودکشی می‌کند. پانزده سال بعد، مایکل (تایلر مین) فرار می‌کند و به هادونفیلد می‌رود تا خواهر کوچکترش را پیدا کند، در حالی که روانپزشکش دکتر لومیس (مالکوم مک‌داول) در تعقیب است. مایکل خواهرش را پیدا می‌کند که با خانواده استرود زندگی می‌کند و نامش لوری (اسکاوت تیلر-کامپتن) است. مایکل پس از کشتن تقریباً همه دوستان و خانوادهٔ لوری، او را می‌دزدد و سعی می‌کند با استفاده از عکسی که از خودش و او در دوران نوزادی نگه داشته‌است، به او توضیح دهد که برادرش است. لوری که قادر به درک نیست، به مقابله می‌پردازد و در نهایت از تفنگ لومیس برای شلیک به سر مایکل استفاده می‌کند. لوری با انتشار تیتراژ پیانی با وحشت فریاد می‌زند.
دنباله‌ای بر بازسازی پیشین، هالووین ۲ (۲۰۰۹) درست از جایی شروع می‌شود که فیلم قبلی متوقف می‌شود و سپس یک سال جلوتر می‌رود. در اینجا، فرض بر این است که مایکل مرده‌است، اما پس از یک رؤیا، مادر متوفیِ مایکل به او اطلاع می‌دهد که باید لوری را دنبال کند تا بتوانند با همه با هم به خانه برگردند. در این فیلم، مایکل و لوری یک پیوند ذهنی، با دو دیدگاه مشترک از مادرشان دارند. همچنین مشخص می‌شود که نام اصلی لوری، آنجل مایرز است. در اوج فیلم، لوری مایکل را با ضربات چاقو مکرر به سینه و صورتش با چاقوی خود می‌کشد. صحنه آخر حاکی از آن است که او با پوشیدن ماسک برادرش روان‌پریش شده‌است و به یک آسایشگاه می‌رود و مادرش را در حال سوار روی اسب سفید توهم می‌کند.
هالووین (۲۰۱۸) دنباله‌ای مستقیم بر فیلم اصلی است و رابطه خواهر و برادری و تداوم دیگری که در قسمت‌های قبلی ایجاد شده بود را نادیده می‌گیرد. مایکل (جیمز جود کورتنی)، که در سال ۱۹۷۸ دستگیر شد، چهل سال گذشته را در آسایشگاه اسمیتز گروو گذرانده‌است. در حین انتقال زندان در شب قبل از هالووین، مایکل در جریان یک تصادف اتوبوس فرار می‌کند و به هادونفیلد بازمی‌گردد. پس از اینکه مایکل روان‌شناس آشفته خود را که او را به خانه لوری برده‌است می‌کشد، با لوری، دخترش کارن و نوه‌اش آلیسون درگیر می‌شود. این سه نفر در نهایت او را در خانه به دام می‌اندازند و سپس خانه را به آتش می‌کشند. در فیلم هالووین می‌کشد لوری با جراحات خطرناک به بیمارستان منتقل می‌شود. کارن با لوری می‌ماند و آلیسون به گروهی می‌پیوندد که می‌خواهند مایکل مایرز را شکار کنند. مایکل تمام اوباش را به جز آلیسون می‌کشد. فیلم با چاقوزدن مایکل به کارن به پایان می‌رسد. هالووین به پایان می‌رسد (۲۰۲۲) چهار سال پس از «می‌کشد» شروع می‌شود و لوری استرود در یک رقابت نهایی با مایکل روبرو می‌شود، در حالی که نوه‌اش با کوری، یک پرستار کودک سابق، ملاقات می‌کند، که پس از یک تصادف غم‌انگیز، مجبور می‌شود پس از مواجهه با مایکل، قتلی را آغاز کند.

## فیلم‌ها
| #  | فیلم                          | تاریخ انتشار    | مدیر(ها)              | فیلمنامه‌نویس(ها)                                           | تولیدکننده(ها)                 |
| -- | ----------------------------- | --------------- | --------------------- | ---------------------------------------------------------- | ------------------------------ |
| ۱  | هالووین                       | اکتبر ۲۵، ۱۹۷۸  | جان کارپنتر           | جان کارپنتر و دبرا هیل                                     | دبرا هیل                       |
| ۲  | هالووین ۲                     | اکتبر ۳۰، ۱۹۸۱  | ریک روزنتال           | جان کارپنتر و دبرا هیل                                     | دبرا هیل و جان کارپنتر         |
| ۳  | هالووین ۳: فصل جادوگر         | ۲۲ اکتبر ۱۹۸۲   | تامی لی والاس         | تامی لی والاس                                              | دبرا هیل و جان کارپنتر         |
| ۴  | هالووین ۴: بازگشت مایکل مایرز | اکتبر ۲۱، ۱۹۸۸  | دوایت اچ لیتل         | دانی لیپسیوس، لری راتنر و بنیامین رافنر و آلن مک الروی     | پل فریمن                       |
| ۵  | هالووین ۵: انتقام مایکل مایرز | ۱۳ اکتبر ۱۹۸۹   | دومینیک اوتنین-ژیرارد | مایکل جیکوبز و دومینیک اوتنین-ژیرارد و سام بیترمن          | رمزی توماس                     |
| ۶  | هالووین ۶: نفرین مایکل مایرز  | ۲۹ سپتامبر ۱۹۹۵ | جو چاپل               | دانیل فاراندز                                              | پل فریمن                       |
| ۷  | هالووین اچ۲۰: ۲۰ سال بعد      | اوت ۵، ۱۹۹۸     | استیو خیش             | رابرت زاپیا و مت گرینبرگ                                   | پل فریمن                       |
| ۸  | هالووین: رستاخیز              | جولای ۱۲، ۲۰۰۲  | ریک روزنتال           | لری برند و شان هود                                         | پل فریمن                       |
| ۹  | هالووین                       | ۳۱ اوت، ۲۰۰۷    | راب زامبی             | راب زامبی                                                  | ملک اکد، اندی گولد و راب زامبی |
| ۱۰ | هالووین ۲                     | ۲۸ اوت، ۲۰۰۹    | راب زامبی             | راب زامبی                                                  | ملک اکد، اندی گولد و راب زامبی |
| ۱۱ | هالووین                       | ۱۹ اکتبر، ۲۰۱۸  | دیوید گوردون گرین     | جف فرادی، دنی مک‌براید و دیوید گوردون گرین                  | ملک اکد، جیسون بلام و بیل بلاک |
| ۱۲ | هالووین می‌کشد                 | ۱۵ اکتبر، ۲۰۲۱  | دیوید گوردون گرین     | اسکات تیمس، دنی مک‌براید و دیوید گوردون گرین                | ملک اکد، جیسون بلام و بیل بلاک |
| ۱۳ | هالووین به پایان می‌رسد        | ۱۴ اکتبر، ۲۰۲۲  | دیوید گوردون گرین     | پل براد لوگان، کریس برنیر، دنی مک‌براید و دیوید گوردون گرین | ملک اکد، جیسون بلام و بیل بلاک |

### فروش گیشه
| فیلم                                                                   | تاریخ انتشار    | بودجه              | فروش گیشه    | فروش گیشه    | فروش گیشه   | منبع          |
| فیلم                                                                   | تاریخ انتشار    | بودجه              | ایالات متحده | کشورهای دیگر | جهان        | منبع          |
| ---------------------------------------------------------------------- | --------------- | ------------------ | ------------ | ------------ | ----------- | ------------- |
| هالووین                                                                | ۲۵ اکتبر ۱۹۷۸   | ۳۰۰٬۰۰۰            | ۴۷٬۰۰۰٬۰۰۰   | ۲۳٬۰۰۰٬۰۰۰   | ۷۰٬۰۰۰٬۰۰۰  | [ ۱۸ ] [ ۱۹ ] |
| هالووین ۲                                                              | ۳۰ اکتبر ۱۹۸۱   | ۲٫۵ میلیون دلار    | ۲۵٬۵۳۳٬۸۱۸   |              | ۲۵٬۵۳۳٬۸۱۸  | [ ۲۰ ]        |
| هالووین ۳: فصل جادوگر                                                  | ۲۲ اکتبر ۱۹۸۲   | ۲٫۵ میلیون دلار    | ۱۴٬۴۰۰٬۰۰۰   |              | ۱۴٬۴۰۰٬۰۰۰  | [ ۲۱ ]        |
| هالووین ۴: بازگشت مایکل مایرز                                          | ۲۱ اکتبر ۱۹۸۸   | ۵ میلیون دلار      | ۱۷٬۷۶۸٬۷۵۷   |              | ۱۷٬۷۶۸٬۷۵۷  | [ ۲۲ ]        |
| هالووین ۵: انتقام مایکل مایرز                                          | ۱۳ اکتبر ۱۹۸۹   | ۵ میلیون دلار      | ۱۱٬۶۴۲٬۲۵۴   |              | ۱۱٬۶۴۲٬۲۵۴  | [ ۲۳ ]        |
| هالووین: نفرین مایکل مایرز                                             | ۲۹ سپتامبر ۱۹۹۵ | ۵ میلیون دلار      | ۱۵٬۱۱۶٬۶۳۴   |              | ۱۵٬۱۱۶٬۶۳۴  | [ ۲۴ ]        |
| هالووین اچ۲۰: ۲۰ سال بعد                                               | ۵ آگوست         | ۱۷ میلیون دلار     | ۵۵٬۰۴۱٬۷۳۸   | ۲۰٬۰۰۰٬۰۰۰   | ۷۵٬۰۴۱٬۷۳۸  | [ ۲۵ ] [ ۲۶ ] |
| هالووین: رستاخیز                                                       | ۱۲ ژوئیه ۲۰۰۲   | ۱۳ میلیون دلار     | ۳۰٬۳۵۴٬۴۴۲   | ۷٬۳۱۰٬۴۱۳    | ۳۷٬۶۶۴٬۸۵۵  | [ ۲۷ ]        |
| هالووین                                                                | ۳۱ اوت ۲۰۰۷     | ۱۵ میلیون دلار     | ۵۸٬۲۷۲٬۰۲۹   | ۲۱٬۹۷۷٬۴۳۸   | ۸۰٬۲۴۹٬۴۶۷  | [ ۲۸ ] [ ۲۹ ] |
| هالووین ۲                                                              | ۲۸ اوت ۲۰۰۹     | ۱۵ میلیون دلار     | ۳۳٬۳۹۲٬۹۷۳   | ۶٬۰۲۸٬۴۹۴    | ۳۹٬۴۲۱٬۴۶۷  | [ ۳۰ ]        |
| هالووین                                                                | ۱۹ اکتبر ۲۰۱۸   | ۱۰ میلیون دلار     | ۱۵۹٬۳۴۲٬۰۱۵  | ۹۶٬۱۳۵٬۳۵۳   | ۲۵۵٬۴۷۷٬۳۶۸ | [ ۳۱ ]        |
| هالووین می‌کشد                                                          | ۱۵ اکتبر ۲۰۲۱   | ۲۰ میلیون دلار     | ۵۲٬۱۲۵٬۴۴۰   | ۵٬۴۲۳٬۰۰۰    | ۵۷٬۵۴۸٬۴۴۰  | [ ۳۲ ]        |
| هالووین به پایان می‌رسد                                                 | ۱۴ اکتبر، ۲۰۲۲  | ۲۰ میلیون دلار     | ۴۱٬۸۰۱٬۶۸۰   | ۱۷٬۱۷۴٬۰۰۰   | ۵۸٬۹۸۶٬۶۸۰  | [ ۳۳ ]        |
| مجموع                                                                  | مجموع           | ۱۳۰ میلیون دلار(A) | ۶۰۱٬۸۲۸٬۴۹۵  | ۲۳۱٬۲۸۹٬۵۰۸  | ۸۳۳٬۱۱۸٬۰۰۳ |               |
| نشانگرهای فهرست - (A) بر اساس ارقام موجود یک رقم تخمینی را نشان می‌دهد. |                 |                    |              |              |             |               |